# 스와미 묵타난다

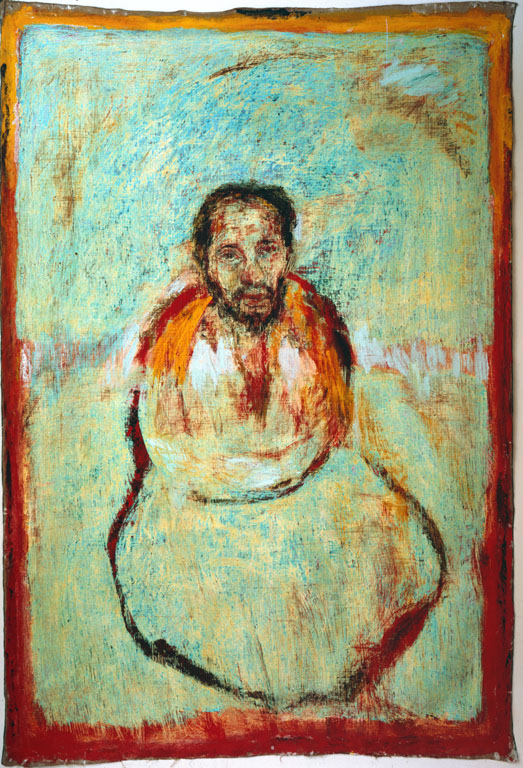

스와미 묵타난다 (Swami Muktananda, 1908-1982)는 바가완 니티야난다의 계율이다.

## 어린 시절
- 1908년 인도의 망갈로아에서 출생
- 어린시절부터 성자에 대한 이야기에 매혹
- 열다섯살때 출가하여 히말라야의 산속으로 들어가 수도승이 됨

## 수행
- 그 후 25년간 맨발로 인도 전역을 순례하면서 많은 현자들을 만난 이후에 바가반 니티아난다를 만나서 시다(SIDDHA)전통에 입문.
- 1956년 수행이 절정에 이르러 깨달음의 상태를 얻게되고.
- 1961년 스승인 바가반 니티아난다로부터 영적 깨달음의 모든 능력을 전수 받았다.
- 1970년 그동안 머물렀던 가네쉬푸리를 떠나 처음으로 해외로 나가 자신의 영적 가르침을 세계에 널리 전하기 시작.
- 1970년대에 미국 뉴욕 주의 케츠킬 산에 시다요가 아쉬람을 세우고 가르침을 전파.
- 1982년 세상을 떠나기전, 후계자인 구루마이 치드빌라사난다에게 시다 전통을 전수.